# Ellen Gilchrist
Pour les articles homonymes, voir Gilchrist.
Ellen Gilchrist, née le 20 février 1935 à Vicksburg (Mississippi) et morte le 30 janvier 2024 à Ocean Springs (Mississippi), est une écrivaine américaine.

## Biographie
Ellen Gilchrist passe une partie de son enfance dans une plantation dont les propriétaires sont ses grands-parents maternels. Bachelière en arts et philosophie, elle fait ensuite des études en écriture sous la direction de l'écrivain Eudora Welty, une spécialiste américaine de la nouvelle. Elle suit également des cours d'écriture à l'Université de l'Arkansas, sans obtenir de diplôme.
Elle amorce une carrière en littérature par la publication de nouvelles où transparaissent une inspiration chrétienne et des préoccupations sur le statut de la femme artiste en société. Publié en 1983, son premier roman, Amanda (The Annunciation), évoque une femme riche et mariée, mais bientôt abandonnée par son mari, qui décide de quitter La Nouvelle-Orléans pour les régions montagneuses de l'Arkansas dans l'espoir de refaire sa vie et de devenir écrivain. Dans son deuxième roman, The Anna Papers (1988), Anna, une femme de lettres sudiste adulée, mais atteinte d'un cancer, retourne dans sa famille et laisse en héritage ses derniers écrits, source de scandales, mais également d'espoir pour sa sœur Helen qui tente de les sauvegarder.
Mariée et divorcée à quatre reprises, Ellen Gilchrist a eu trois enfants. Elle est professeur d'écriture et de littérature contemporaine à l'Université de l'Arkansas.
Elle remporte le National Book Award en 1984 pour son recueil de nouvelles Victory Over Japan: a Book of Stories.

## Œuvre

### Romans
- The Annunciation (1983) Publié en français sous le titre Amanda, traduit par Martine Bequié avec la collaboration d'Anne-Marie Augustyniak, Aix-en-Provence, Éditions Alinéa, 1990, 317 p.  (ISBN 2-904631-94-1)
- The Anna Papers (1988)
- Net of Jewels (1992)
- Starcarbon: A Meditation on Love (1994)
- Anabasis (1994)
- Sarah Conley (1997)
- The Cabal (2000)
- A Dangerous Age (2008)

### Recueils de nouvelles
- In the Land of Dreamy Dreams (1981)
- Victory over Japan (1984)
- Drunk with Love (1986)
- Light Can Be Both Wave and Particle (1989)
- I Cannot Get You Close Enough: Three Novellas (1990)
- The Age of Miracles (1995)
- Rhoda (1995)
- The Courts of Love (1996)
- Flights of Angels (1998)
- Collected Stories (2000)
- I, Rhoda Manning, Go Hunting With My Daddy (2002)
- Nora Jane: A Life in Stories (2005)
- Acts of God (2014)

### Poésie
- The Land Surveyor's Daughter (1979)
- Riding out the Tropical Depression: Selected Poems, 1975-1985 (1986).

### Autres publications
- Falling Through Space: The Journals of Ellen Gilchrist (1987)
- The Writing Life (2005), essais.

### Recueil de nouvelles français
Recueil composé à partir de nouvelles issues de ses deux premiers recueils originaux (In the Land of Dreamy Dreams et Victory over Japan) :
- Un air de vérité, traduit par Catherine Naveau, Paris, Éditions Denoël, coll. « Arc-en-ciel », 1988, 237 p.  (ISBN 2-207-23501-7).